# Dingen
Dingen là một đô thị thuộc huyện Dithmarschen, trong bang Schleswig-Holstein, nước Đức. Đô thị Dingen có diện tích 7,02 km², dân số thời điểm 31 tháng 12 năm 2006 là 715 người.